# Chamaeleo

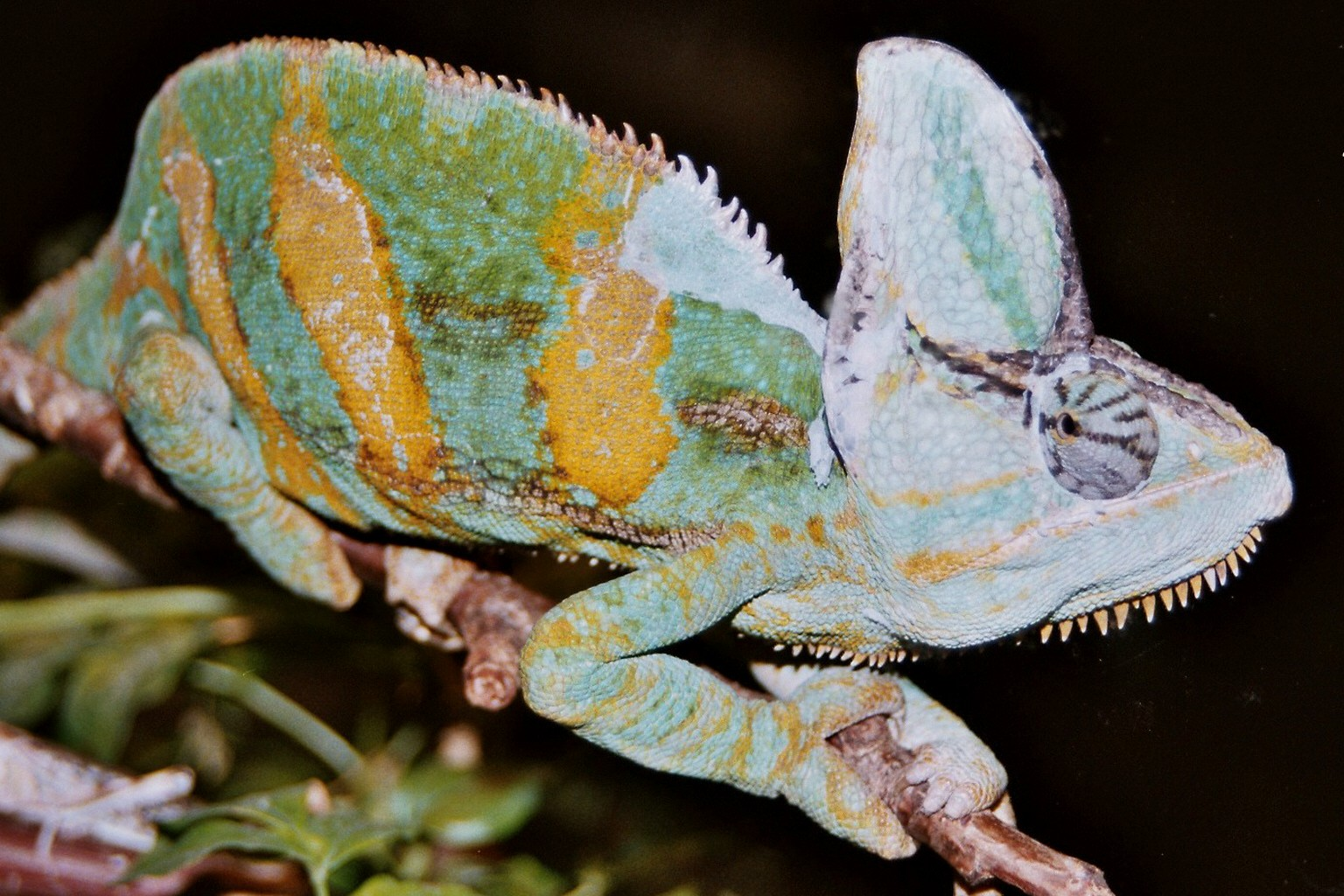
Chamaeleo calyptratus

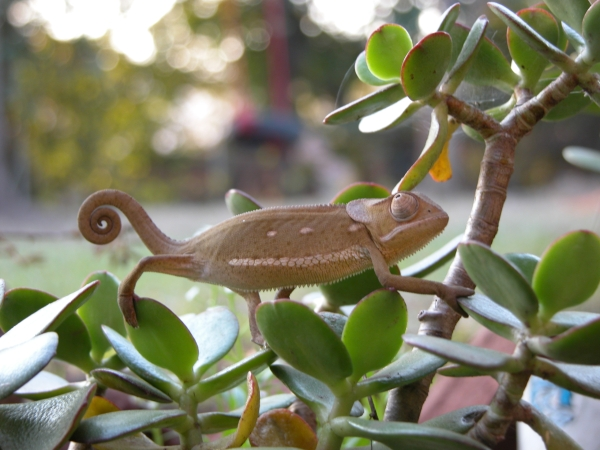
Chamaeleo dilepis

Chamaeleo é um gênero de camaleões encontrados na África, na Ásia e no sul da Europa (nesta última, apenas a espécie Chamaeleo chamaeleon). Esses animais vivem nas árvores e possuem cauda preênsil e patas com dedos opostos, bons para se segurar nos galhos, mas são mais famosos por suas habilidades de mudar de cor, capturar insetos com a língua e mover os olhos independentemente.

## Espécies
Estão descritas 14 espécies:
- Chamaeleo africanus Laurenti, 1768
- Chamaeleo anchietae Bocage, 1872
- Chamaeleo arabicus Matschie, 1893
- Chamaeleo calcaricarens Böhme, 1985
- Chamaeleo calyptratus Duméril & Duméril, 1851
- Chamaeleo chamaeleon (Linnaeus, 1758)
- Chamaeleo dilepis Leach, 1819
- Chamaeleo gracilis Hallowell, 1844
- Chamaeleo laevigatus Gray, 1863
- Chamaeleo monachus Gray, 1865
- Chamaeleo namaquensis Smith, 1831
- Chamaeleo necasi Ullenbruch, Krause & Böhme, 2007
- Chamaeleo senegalensis Daudin, 1802
- Chamaeleo zeylanicus Laurenti, 1768